# Замок Гайенхофен
Замок Гайенхофен (нем. Schloss Gayenhofen, ранее нем. Burg Bludenz) — замок (дворец) в стиле классицизм в австрийском городе Блуденц (федеральная земля Форарльберг), построенный в 1746 году; стоит на месте средневекового замка Блуденц, возведённого по заказу графов Верденберг между 1222 и 1245 годами. Замок, вместе с городом, перешёл во владение Габсбургов в XV веке; в 1448 году эрцгерцог Сигизмунд обменял территорию на замок Ротунд (нем. Rotund). В 1491 году замок в Блуденце полностью сгорел.

## История
Замок Блуденц был построен по заказу графов Верденберг в период между 1222—1245 годами как центр для управления регионом. Граф Альбрехт III фон Верденберг-Хайлигенберг проживал в замке с 1377 по 1418 год. Во время Аппенцелльских войн, он покинул город и удалился в замок Ротенфельс близ Имменштадта-им-Алльгой. Граф вернулся в Блуденц в 1408 году.
Еще в 1394 году граф Альбрехт подписал договор о наследовании с австрийским герцогом Альбрехтом III: договор вступил в силу после смерти графа в 1418 году и Габсбурги стали собственниками замка. Замок был разрушен во время большого пожара 1491 года, но вскоре был восстановлен. Франц Андре фон Штернбах, который получил замок в наследство, приказал в 1745 году окончательно разрушить полуразрушенный комплекс.
В 1752 году на месте замка был построен современный для того времени дворец Гайенхофен с использованием частей средневекового строения. Гайенхофен оставался в собственности семьи Штернбах до 1936 года, затем — он был выкуплен городом Блуденц и перестроен в казарму, что во многом изменило его интерьеры. В 1959 году федеральная земля Форарльберг перенял замок у города. После существенно перестройки, произошедшей в 1960—1963 годах, здание стало официальной резиденцией администрации округа Блуденц.